# Пиздри
Пиздри (пољ. Pyzdry) град је у Пољској у Војводству великопољском. По подацима из 2012. године број становника у месту је био 3255.

## Становништво
| 2012. |
| ----- |
| 3.255 |